# U大道

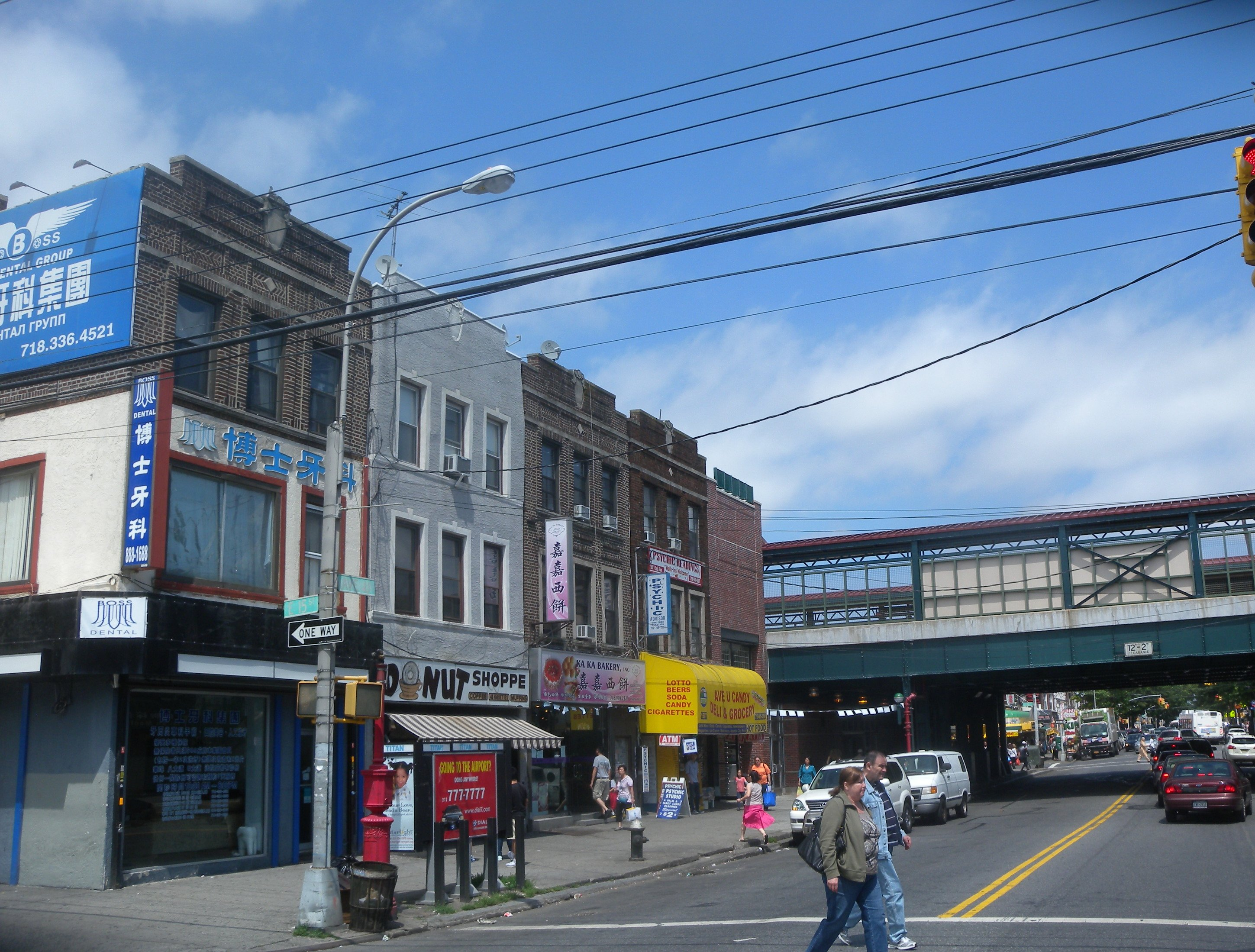
U大道

U大道（英語：Avenue U）是美国紐約州纽约市布鲁克林区的一条重要街道，开始于格雷夫森德（Gravesend）的史迪威大道（Stillwell Avenue），结束于卑尔根海滩（Bergen Beach）的卑尔根大道（Bergen Avenue），沿线经过的街区还有霍姆克雷斯特（Homecrest）、羊头湾（Sheepshead Bay）、海洋公园（Marine Park）和Mill Basin。

## U大道唐人街
U大道现已成为布鲁克林区的第二个唐人街，在康尼岛大道（Coney Island Avenue）和海洋大道（Ocean Avenue）之间，华人食品市场，面包店，餐馆，美容美甲沙龙、计算机和消费类电子产品经销店的数量迅速增加。紐約地鐵Q線连接曼哈顿华埠的坚尼街与布鲁克林U大道唐人街第三个唐人街随后出现在布鲁克林南部的本森社区（Bensonhurst）。
实际上，U大道唐人街是继日落公园的布鲁克林华埠之后，曼哈顿的唐人街的第二次扩展。短短16年期间，华人估计增加了14倍。
U大道有一个名为纽约沃尔玛的中国超市。华美银行（East West Bank）目前为U大道唐人街最大的华人金融机构.